# Seek Records
Seek Records – wydawnictwo muzyczne założone w Warszawie przez Martina Tigermaana oraz Piotra Jareckiego (znanych z projektu muzycznego Modfunk). Wytwórnia działała w latach 2005–2011.

## Historia

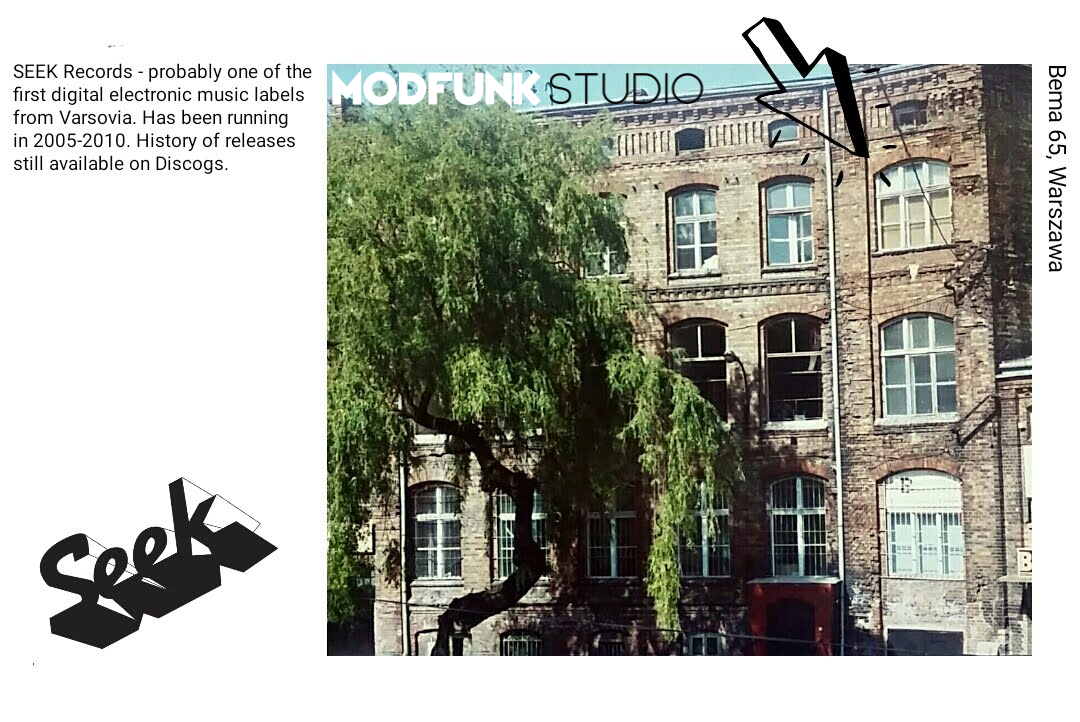
Siedziba wydawnictwa SEEK Records

Seek Records specjalizowało się w wydawaniu muzyki elektronicznej i dance oraz angażowaniu zagranicznych artystów do remiksowania polskich utworów. Do najbardziej udanej współpracy doszło w 2008 roku, gdzie znany francuski muzyk i wokalista Philippe Zdar z grupy Cassius zaśpiewał w utworze Showtime. Był to jeden z singli, promujący płytę Modfunk, do którego powstał animowany teledysk ilustratora, pochodzącego ze Szwajcarii, posługującego się pseudonimem Yehteh.
Z okazji wydania płyty odbyła się głośna promocja wydarzenia w Radiu Euro, na które został zaproszony znany paryski dj i producent Demon – Jérémie Mondon. Artysta nie bez powodu pojawił się w legendarnym warszawskim klubie Piekarnia obok Modfunk, ponieważ wcześniej pracował także nad remiksem do ich utworu pt. We got game.

## Wydania
- 2005: The Establishment presents: Mafia Mike 12"
- 2007: Pimo – Dancin' & Romancin'
- 2007: Various – The Establishment
- 2007: Tigermaan – Tigermaan EP
- 2007: SQ.Lab – Exhaust
- 2007: Modfunk – Love & Hate – The Remixes
- 2007: Autor X – Timezz
- 2007: Modfunk – We Got Game
- 2007: Tigermaan – Street Move
- 2008: Modfunk – Cut Your Soul
- 2008: Modfunk – Emofunk
- 2008: Pimo – Troubles & Secrets
- 2008: Michell Phunk – Different Robot
- 2008: Gazella – 1982
- 2008: Pol Rax – Rock Your Video
- 2008: Modfunk – We Got Game – The Remixes
- 2008: Pimo – The Rules Of The Shotgun
- 2008: Pol Rax – For You
- 2008: Modfunk Cut Your Soul
- 2008: Vector Veros – Let's All Be The Same
- 2008: Modfunk – Showtime
- 2008: Modfunk – Emofunk
- 2009: Modfunk – Rack Bhayo Ni Ho Bro
- 2009: Gazella – Gooseflesh
- 2009: Modfunk feat. Zdar (Cassius) – Showtime The Remixes
- 2009: Invisible Stroke – Rainbow Stop 11 Am
- 2009: Pandoid – Revolve
- 2010: Tom Wonder – Entangled Sound
- 2010: Gazella – Corey
- 2010: Invisible Stroke – Express Orbiter
- 2011: Thrill Kill – Night Skys